# Тавзямал
Тавзяма́л (рос. Тавзямал, удм. Тойма) — присілок у складі Кіясовського району Удмуртії, Росія.
На південний захід від присілка, на лівому березі річки Іж, в місці впадіння до неї Кирикмасу, знаходиться ботанічна пам'ятка природи «Урочище Тополине».
Населення — 164 особи (2010; 249 у 2002).
Національний склад:
- татари — 90 %